# إد ألين (مقدم تلفزيوني)
إد ألين (بالإنجليزية: Ed Allen)‏ هو مقدم تلفزيوني أمريكي، ولد في 14 ديسمبر 1929 في ديترويت في الولايات المتحدة.